# Zabytkowe kościoły we Lwowie
Zabytkowe kościoły rzymskokatolickie Lwowa i ich obecna funkcja.
| Przed II wojną światową                                         | Współcześnie | Adres                          |
| --------------------------------------------------------------- | --- | ------------------------------ |
| Katedra Łacińska pw. Wniebowzięcia NMP                          | Katedra rzymskokatolicka | Plac Kapitulny                 |
| Kościół pw. św. Antoniego                                       | Kościół rzymskokatolicki | ul. Łyczakowska 49a            |
| Kościół pw. św. Anny                                            | Cerkiew greckokatolicka pw. św. Anny | ul. Gródecka 32                |
| Kościół pw. św. Elżbiety                                        | Cerkiew greckokatolicka pw. św. Olgi i Jelizawiety | pl. Kropiwnickiego 1           |
| Kościół pw. św. Jana Chrzciciela                                | Muzeum | pl. Stary Rynek                |
| Kościół pw. św. Łazarza                                         | Cerkiew greckokatolicka pw. św. Łazarza | ul. Kopernika 27, Kalecza Góra |
| Kościół pw. św. Marcina                                         | dom modlitewny chrześcijan ewangelików | ul. Żółkiewska 8               |
| Kościół pw. św. Mikołaja                                        | prawosławna cerkiew pw. Osłony (Pokrowy) NMP | ul. Hruszewskiego 2            |
| Kościół pw. św. Zofii                                           | Cerkiew greckokatolicka pw. św. Sofii | ul. Franki 121a                |
| Kościół pw. św. Teresy                                          | gmach Politechniki Lwowskiej | ul. Bandery 32-32a             |
| Kościół pw. św. Wojciecha                                       | Cerkiew greckokatolicka pw. Męczennika Jozafata | ul. Dowbusza 24                |
| Kościół pw. św. Kazimierza                                      | kaplica szkoły milicyjnej | ul. Krzywonosa 1               |
| Kościół SS. Benedyktynek Łacińskich                             | Cerkiew greckokatolicka pw. Wszystkich Świętych i klasztor sióstr studytek                                                                            | pl. Wiczewa 2                  |
| Kościół OO. Bernardynów pw. św. Andrzeja                        | Cerkiew greckokatolicka pw. św. Andrzeja | pl. Soborny 3                  |
| Kościół OO. Dominikanów pw. Bożego Ciała                        | Cerkiew greckokatolicka pw. Najświętszej Eucharystii                                                                                                  | pl. Muzealny                   |
| Kościół OO. Karmelitów pw. Nawiedzenia Najświętszej Marii Panny | Cerkiew greckokatolicka pw. św. Michała Archanioła | ul. Winniczenki 22             |
| Kościół SS. Sakramentek pw. Zaślubin NMP i św. Józefa           | Cerkiew greckokatolicka pw. św. Trójcy | ul. Terszakowców 9             |
| Kościół SS. Klarysek                                            | Muzeum Barokowej Rzeźby Sakralnej (Muzeum Jana Jerzego Pinzla)                                                                                        | pl. Mytny 1                    |
| Kościół OO. Franciszkanów Reformatów                            | Cerkiew greckokatolicka pw. św. Andrzeja Apostoła | ul. Szewczenki 66              |
| Kościół OO. Franciszkanów                                       | dom modlitewny Adwentystów Dnia Siódmego | ul. Korolenki 1                |
| Kościół SS. Franciszkanek                                       | Prawosławna cerkiew pw. św. Jana Chryzostoma | ul. Łysenki 41-43              |
| Kościół SS. Józefitek                                           | Cerkiew greckokatolicka pw. św. Kosmy i Damiana | ul. Łysenki 45                 |
| Kościół OO. Jezuitów pw. św. Piotra i Pawła                     | Cerkiew greckokatolicka pw. św. Piotra i Pawła | pl. Jaworskiego/ul. Teatralna  |
| Kościół OO. Zmartwychwstańców                                   | dom modlitwy chrześcijan baptystów | ul. Piekarska 59               |
| Kościół pw. Matki Bożej Gromnicznej                             | Cerkiew greckokatolicka pw. Ofiarowania Pańskiego | ul. Winniczenki 30a            |
| Kościół pw. Matki Bożej Ostrobramskiej                          | Cerkiew greckokatolicka pw. Покрови Пресвятої Богородиці (Opieki Matki Bożej)                                                                         | ul. Łyczakowka 175             |
| Kościół pw. Matki Bożej Śnieżnej                                | Cerkiew greckokatolicka pw. Matki Bożej Nieustającej Pomocy                                                                                           | pl. Osmomysła                  |
| Kościół SS. Benedyktynek ormiańskich                            | Cerkiew greckokatolicka | Pohulanka                      |
| Kościół pw. św. Marii Magdaleny                                 | Dom muzyki organowej i kameralnej (odpłatnie wypożyczany parafii rzymskokatolickiej w celu odprawiania codziennych porannych i niedzielnych mszy św.) | ul. Bandery 8                  |